# لی میونگ-هی
لی میونگ-هی (انگلیسی: Lee Myung-hee؛ زادهٔ ۵ سپتامبر ۱۹۴۳) کارآفرین و سرمایه‌دار اهل کره جنوبی است، که به عنوان رئیس هیئت مدیره شرکت شینسگائه فعالیت می‌کند.